# Alfred de La Guéronnière
Pour les articles homonymes, voir Famille du Breuil-Hélion de La Guéronnière, Breuil et Hélion.
Pierre-Marie-Alfred Dubreuil-Hélion, comte de La Guéronnière, né au Dorat le 3 octobre 1810 et mort à Ajat le 9 juillet 1884, est un journaliste et essayiste français du XIXe siècle.

## Biographie
Membres d'une famille poitevine et limousine d'ancienne noblesse et légitimiste, Alfred et son frère Arthur s'adonnèrent au journalisme, notamment dans L'Avenir national de Limoges. Outre ce dernier titre, dont il assura la direction, Alfred fonda également La Gazette du Centre (avant 1840) et Le Conciliateur (1848).
Admirateur de Chateaubriand, auquel il dédia ses Vues politiques historiques (1840), Alfred de La Guéronnière resta fidèle au légitimisme malgré les appels insistants de ses frères Arthur et Charles à rallier le régime de Napoléon III. Il afficha au contraire une opposition vigoureuse au Second Empire et au bonapartisme.
Lors des élections de 1869 et de 1871, il soutint la candidature d'Adolphe Thiers et se présenta lui-même en Haute-Vienne après un premier échec dans ce département aux élections de 1863.
Parmi les publications d'Alfred de La Guéronnière, on peut citer :
- Vues politiques historiques dédiées à M. le Vicomte de Châteaubriand, Limoges, Blondel, 1840.
- Les Hommes d’État de l'Angleterre au XIXe siècle, Paris, Dentu, 1853.
- La France et l'Europe, Paris, Douniol, 1867.
- La Politique nationale, Tours, Mazereau, 1868.
- La Commune sanglante, ou le Legs incendiaire, Bruxelles / Paris, Vital Puissant / E. Dentu, s.d. [1872 ?][3].